# 武尔坎内
武尔坎内（romanized: Vulkannyy）是俄罗斯堪察加边疆区的市级镇，属叶利佐沃区，位于堪察加边疆区南部，在区行政中心叶利佐沃南偏西、边疆区首府堪察加彼得罗巴甫洛夫斯克西偏北方。
曾称米尔内（Мирный），1969年后又称堪察加彼得罗巴甫洛夫斯克-35（Петропавловск-Камчатский-35），1994年改为现名。该镇在1992年得到封闭市级镇地位，1999年取消封闭状态。2021年人口有1,535人；2010年人口1,608人；2002年人口1,631人。